# Jöns Paul Mickelsson Hatta
Jöns Paul Mickelsson Hatta född 1882, död 1960 var en samisk renägare och konstnär i Skaitas, Gällivare kommun. Hans konstnärskap inleddes på 1930-talet då han två vintrar i rad förlorade hela sin renhjord på grund av brist på bete. För att kompensera förlusten började han skulptera små renfigurer som sedan såldes. Försäljningen från en enda skulptur genererade så mycket vinst att han kunde köpa sig upp till fem riktiga renar. När han tjänat tillräckligt mycket för att ha råd med en ny renhjord slutade han att skapa skulpturer och återgick till sitt arbete med renskötsel.
Skulpturerna hade en mankhöjd på 12-15 cm och var naturtrogna avbilder av verkliga renar. De tillverkades av pannhuden från ren och stoppades med renhår. Hornen gjordes av rensenor eller av renhudens insida. I figurernas öron skar Hatta in sitt eget renmärke. 
Hattas små renar är numera museiobjekt hos till exempel Nordiska Museet i Stockholm, Ajtte samemuseum i Jokkmokk, Silvermuseet i Arjeplog, Gällivare hembygdsmuseum och Skogsmuseet i Lycksele. Lycksele har den största samlingen, om 17 skulpturer, av Hatta. Här finns också en ovanlig skulptur i form av en avbild av konstnären själv. Figuren är ca 20 cm hög och föreställer en mansperson på skidor klädd i samedräkt med lasso över axeln och kniv på bältet. Tillverkningsmaterialet består bland annat av konstnärens eget huvudhår. Hatta gav sameskulpturen, tillsammans med en vit renskulptur, till den distriktssköterska som skötte om honom mot slutet av hans levnad.  Enligt samisk uppfattning är man inte död om någon kommer ihåg en; man har bara flyttat till Saivo (dödsriket) där betet är gott och många renar är vita.